# Myxilla
Myxilla is een geslacht van sponsdieren uit de klasse van de Demospongiae (gewone sponzen).

## Soorten
- Myxilla (Burtonanchora) araucana Hajdu, Desqueyroux-Faúndez, Carvalho, Lôbo-Hajdu & Willenz, 2013
- Myxilla (Burtonanchora) asigmata (Topsent, 1901)
- Myxilla (Burtonanchora) asymmetrica Desqueyroux-Faúndez & van Soest, 1996
- Myxilla (Burtonanchora) crucifera Wilson, 1925
- Myxilla (Burtonanchora) gracilis Lévi, 1965
- Myxilla (Burtonanchora) hastata Ridley & Dendy, 1886
- Myxilla (Burtonanchora) lacunosa Lambe, 1893
- Myxilla (Burtonanchora) lissostyla Burton, 1938
- Myxilla (Burtonanchora) myxilloides Lévi, 1960
- Myxilla (Burtonanchora) pedunculata Lundbeck, 1905
- Myxilla (Burtonanchora) pistillaris Topsent, 1916
- Myxilla (Burtonanchora) ponceti Goodwin, Brewin & Brickle, 2012
- Myxilla (Burtonanchora) sigmatifera (Lévi, 1963)
- Myxilla (Ectyomyxilla) arenaria Dendy, 1905
- Myxilla (Ectyomyxilla) chilensis Thiele, 1905
- Myxilla (Ectyomyxilla) dracula Desqueyroux-Faúndez & van Soest, 1996
- Myxilla (Ectyomyxilla) hentscheli Burton, 1929
- Myxilla (Ectyomyxilla) kerguelensis (Hentschel, 1914)
- Myxilla (Ectyomyxilla) mariana Ridley & Dendy, 1886
- Myxilla (Ectyomyxilla) massa Ridley & Dendy, 1886
- Myxilla (Ectyomyxilla) methanophila (Maldonado & Young, 1998)
- Myxilla (Ectyomyxilla) parasitica Lambe, 1893
- Myxilla (Ectyomyxilla) ramosa (Bergquist & Fromont, 1988)
- Myxilla (Ectyomyxilla) tornotata Brøndsted, 1924
- Myxilla (Ectyomyxilla) beauchenensis Goodwin, Jones, Neely & Brickle, 2014
- Myxilla (Myxilla) acribria de Laubenfels, 1942
- Myxilla (Myxilla) agennes de Laubenfels, 1930
- Myxilla (Myxilla) australis (Topsent, 1901)
- Myxilla (Myxilla) barentsi Vosmaer, 1885
- Myxilla (Myxilla) basimucronata Burton, 1932
- Myxilla (Myxilla) behringensis Lambe, 1895
- Myxilla (Myxilla) bivalvia Tanita, 1967
- Myxilla (Myxilla) caliciformis Sarà, 1978
- Myxilla (Myxilla) columna Bergquist & Fromont, 1988
- Myxilla (Myxilla) compressa Ridley & Dendy, 1886
- Myxilla (Myxilla) crassa (Bowerbank, 1875)
- Myxilla (Myxilla) dendyi Burton, 1959
- Myxilla (Myxilla) dentata (Topsent, 1904)
- Myxilla (Myxilla) distorta Burton, 1954
- Myxilla (Myxilla) diversiancorata Lundbeck, 1905
- Myxilla (Myxilla) elastica Koltun, 1958
- Myxilla (Myxilla) elongata Topsent, 1917
- Myxilla (Myxilla) fibrosa Levinsen, 1893
- Myxilla (Myxilla) fimbriata (Bowerbank, 1866)
- Myxilla (Myxilla) flexitornota Rezvoi, 1925
- Myxilla (Myxilla) fusca (Whitelegge, 1906)
- Myxilla (Myxilla) hastatispiculata Swartschevsky, 1905
- Myxilla (Myxilla) hiradoensis Hoshino, 1981
- Myxilla (Myxilla) incrustans (Johnston, 1842)
- Myxilla (Myxilla) inequitornota Burton, 1931
- Myxilla (Myxilla) insolens Koltun, 1964
- Myxilla (Myxilla) iophonoides Swartschevsky, 1906
- Myxilla (Myxilla) iotrochotina (Topsent, 1892)
- Myxilla (Myxilla) lobata Hoshino, 1981
- Myxilla (Myxilla) macrosigma Boury-Esnault, 1971
- Myxilla (Myxilla) mexicensis Dickinson, 1945
- Myxilla (Myxilla) mirabilis (Whitelegge, 1907)
- Myxilla (Myxilla) mollis Ridley & Dendy, 1886
- Myxilla (Myxilla) mucronata Pulitzer-Finali, 1986
- Myxilla (Myxilla) nodaspera (Topsent, 1913)
- Myxilla (Myxilla) novaezealandiae Dendy, 1924
- Myxilla (Myxilla) perspinosa Lundbeck, 1905
- Myxilla (Myxilla) productus Hoshino, 1981
- Myxilla (Myxilla) prouhoi (Topsent, 1892)
- Myxilla (Myxilla) pumicea (Whitelegge, 1906)
- Myxilla (Myxilla) ramosa Kieschnick, 1896
- Myxilla (Myxilla) reses (Topsent, 1892)
- Myxilla (Myxilla) rosacea (Lieberkühn, 1859)
- Myxilla (Myxilla) septentrionalis Fristedt, 1887
- Myxilla (Myxilla) setoensis Tanita, 1961
- Myxilla (Myxilla) seychellensis Thomas, 1981
- Myxilla (Myxilla) swartschewskii Burton, 1930
- Myxilla (Myxilla) tarifensis Carballo & García-Goméz, 1996
- Myxilla (Myxilla) tenuissima Row, 1911
- Myxilla (Myxilla) victoriana Dendy, 1896
- Myxilla (Styloptilon) acanthotornota Goodwin, Jones, Neely & Brickle, 2011
- Myxilla (Styloptilon) anchorata (Bergquist & Fromont, 1988)
- Myxilla (Styloptilon) ancorata (Cabioch, 1968)
- Myxilla (Styloptilon) canepai Schejter, Bertolino, Calcinai, Cerrano & Bremec, 2011
- Myxilla funalis (Bowerbank in Jeffreys & Norman, 1875)